# Dead Space (игра, 2023)
Dead Space — компьютерная игра в жанре survival horror от третьего лица, разработанная Motive Studio и изданная Electronic Arts для Windows, PlayStation 5 и Xbox Series X/S 27 января 2023 года. Она является ремейком одноименной видеоигры 2008 года, разработанной EA Redwood Shores. Сюжет разворачивается в 2508 году на космическом корабле USG «Ишимура» (яп. 石村 букв., «Каменное село») и повествует об инженере Айзеке Кларке, который противостоит существам-некроморфам и должен спастись.
Разработкой руководили креативный директор Роман Кампос-Ориола и игровой директор Эрик Баптизат, которые заменили оригинальных содиректоров Майкла Кондри и Брета Роббинса. Motive Studio расширила сюжет, добавив в него элементы из других выпусков серии; обновила игровой процесс, включая управление и некоторые механики; и модернизировала визуальную составляющую. Ганнер Райт озвучил Айзека, повторив свою роль из второй и третьей частей Dead Space, а композитор Тревор Гурекис написал новый саундтрек. При создании Motive использовала игровой движок Frostbite для разработки проекта и работала с такими технологиями, как трассировка лучей и объёмный звук.
Ремейк получил в целом положительные отзывы критиков, которые похвалили обновлённое визуальное оформление, игровой процесс и звуковой дизайн, а также расширение нарративных элементов и полноценное озвучивание Айзека; некоторые обозреватели отметили наличие незначительных технических проблем. Dead Space выдвигалась на несколько премий, включая Golden Joystick Awards и The Game Awards, а также попала в списки лучших игр 2023 года от многочисленных изданий.

## Синопсис
В игре сохраняется тот же основной сюжет, что и в оригинале. Действие происходит в XXVI веке. Сюжет рассказывает об инженере Айзеке Кларке, члене экипажа ремонтного судна, приписанного к USG «Ишимура» (яп. 石村 букв., «Каменное село») — старейшему кораблю типа «планетарные потрошители», гигантскому межзвёздному кораблю, способному разрушать целые планеты и перевозить добытые минералы назад в Солнечную систему, находящемуся в эксплуатации уже более шестидесяти лет. Он принадлежит горнодобывающей корпорации CEC (Concordance Extraction Corporation) и был назван в честь Хидэки Ишимуры, вымышленного японского астрофизика, который открыл технологию межзвёздных сверхсветовых путешествий. Внезапно связь с USG «Ишимура» прерывается. Во время расследования сигнала бедствия, отправленного судовым врачом Николь Бреннан (девушкой Айзека), экипаж судна подвергается нападению мутировавших человеческих трупов; Айзек вынужден взяться за оружие в попытках спасти своих выживших товарищей по команде, отыскать Николь и узнать правду о потере USG «Ишимуры».

## Игровой процесс
Dead Space является видеоигрой в жанре survival horror, имеющей перспективу от третьего лица. В кинематографическом плане, игровой процесс происходит как один последовательный дубль без резких монтажных переходов или экранов загрузки. Игрок управляет инженером Айзеком Кларком на космическом корабле «Ишимура» и сражается с некроморфами — причудливыми созданиями, которые, в зависимости от типа, обладают способностью к регенерации или порождению других некроморфов. Игрок использует разнообразное оружие, такое как плазменный резак, огнемёт и т. д., чтобы противостоять врагам.
Ремейк имеет обновленный игровой процесс, включая головоломки и управление в условиях нулевой гравитации. Система улучшения оружия, как и само оружие, также претерпела изменения, а получение новых видов вооружения возможно в процессе выполнения заданий. Принцип действия устройства «Кинезис» для манипуляции предметами в воздухе был сделан наподобие Dead Space 2 (2011), тогда как карта переделана с трёхмерной на двумерную. В ремейке Айзек имеет уровень доступа, который повышается по мере прохождения. Это позволяет получить доступ к побочным квестам, тайникам и определённым комнатам в пройденных локациях, что добавило в игровой процесс элементы «метроидвании». Игрок может использовать транзитную систему «Ишимуры» для быстрого перемещения между пройденными локациями.
Dead Space предусматривает несколько уровней сложности, а также опции специальных возможностей, таких как аудиодискрипция меню, режим цветовой слепоты, помощь в прицеливании и т. д.. Во время прохождения «Новой игры плюс» игрок может разблокировать альтернативное окончание, собирая «Фрагменты обелиска» в определённых местах.

## Разработка
1 июля 2021 года игровой журналист Джефф Грабб из GamesBeat сообщил, что студия Motive разрабатывает ремейк Dead Space. Он предположил, что успех одиночной игры EA Star Wars Jedi: Fallen Order (2019), а также ремейков Resident Evil 2 и 3 от Capcom, сыграл важную роль в решении издателя дать зелёный свет ремейку Dead Space. В 2023 году разработчики рассказали, что игра создавалась с сентября 2020 года. Electronic Arts не сообщала конкретные данные о бюджете проекта.
Игра разрабатывается с использованием фирменного движка Frostbite от EA, который Motive Studios ранее использовала для разработки Star Wars: Squadrons и одиночной кампании Star Wars Battlefront II. Игра сохранит тот же сюжет и ту же структуру, что и оригинал, но будет включать переработанные модели персонажей и окружение. Разработчики намерены воспользоваться преимуществами твердотельных накопителей консолей девятого поколения, чтобы добиться представления игры в виде «непрерывного видеоряда» без экранов загрузки. Motive получила для работы все ресурсы оригинальной игры, включая и вырезанный или переделанный контент, с возможностью видеть промежуточные изменения; по словам креативного директора Motive Романа Кампоса-Ориолы, разработчики не просто портировали эти старые ресурсы, но воссоздавали их, заново записывали анимации и тому подобное. Хотя Motive и рассматривала сюжет оригинальной Dead Space как «канон», от которого нельзя отступать, разработчики выражали намерение дополнить его отсылками к Dead Space 2 и ранее выпущенным анимационным фильмам по играм. В игре не будет никаких микротранзакций, в отличие от Dead Space 3, в которой система монетизации была объектом для критики.
Арт-директор игры Майк Язиджан ранее работал в EA Montreal, помогавшей Visceral Games в разработке Dead Space 2. Ганнер Райт озвучивает Айзека Кларка, как и в Dead Space 2 и 3. Остальные роли исполняют Таня Кларк (Николь Бреннан), Энтони Алаби (Зак Хэммонд), Бриджит Кали Каналес (Кендра Дэниелс) и Фаран Таир (Кэллус Мерсер).

## Маркетинг
Игра была анонсирована на мероприятии EA Play Live 22 июля 2021 года, в рамках которого был показан тизер-трейлер с предполагаемой датой выхода — конец 2022 года. 11 марта 2022 года было объявлено, что игра переносится на начало 2023 года. 4 октября 2022 года был выпущен официальный геймплейный трейлер Dead Space, в котором сообщалось, что дата выхода игры назначена на 27 января 2023 года.

## Восприятие

### Оценки критиков
| Сводный рейтинг       | Сводный рейтинг                        |
| Агрегатор             | Оценка                                 |
| --------------------- | -------------------------------------- |
| Metacritic            | 87/100 (PC) 89/100 (PS5) 90/100 (XSXS) |
| OpenCritic            | 89/100                                 |
| «Критиканство»        | 86/100                                 |
| Иноязычные издания    |                                        |
| Издание               | Оценка                                 |
| 4Players              | 8,5/10                                 |
| Destructoid           | 8,5/10                                 |
| Edge                  | 8/10                                   |
| EGM                   | [ 51 ]                                 |
| Game Informer         | 9/10                                   |
| GameRevolution        | 8/10                                   |
| GameSpot              | 9/10                                   |
| GamesRadar+           | [ 55 ]                                 |
| GameStar              | 90/100                                 |
| Hardcore Gamer        | [ 57 ]                                 |
| IGN                   | 9/10                                   |
| Jeuxvideo.com         | 17/20                                  |
| NME                   | [ 60 ]                                 |
| PCGamesN              | 9/10                                   |
| PC Gamer (US)         | 84/100                                 |
| Push Square           | 8/10                                   |
| Shacknews             | 9/10                                   |
| The Daily Telegraph   | [ 65 ]                                 |
| The Guardian          | [ 66 ]                                 |
| VG247                 | [ 67 ]                                 |
| Video Games Chronicle | [ 68 ]                                 |
| Русскоязычные издания |                                        |
| Издание               | Оценка                                 |
| GameMAG.ru            | 9/10                                   |
| PlayGround.ru         | 9/10                                   |
| Riot Pixels           | 85 %                                   |
| StopGame.ru           | «Изумительно»                          |
| «Игромания»           | [ 73 ]                                 |
| «Канобу»              | 9/10                                   |

Dead Space получила «в целом положительные» отзывы по данным агрегатора рецензий Metacritic. Агрегатор OpenCritic обозначил 97 % обзоров как рекомендующие игру. Игра была высоко оценена за визуальное оформление, обновлённый игровой процесс и звуковой дизайн, а также расширение нарративных элементов и озвучивание Айзека.
По мнению большинства обозревателей, разработчикам удалось преуспеть в создании качественного ремейка. Тристан Огилви из IGN, как и несколько других критиков, назвал ремейк «окончательной» (англ. definitive) версией оригинальной игры, а Мэтт Перслоу, также из IGN, сравнил ремейк с «режиссёрской версией, полностью переснятой на новой съёмочной площадке». Тем не менее, Ричард Вейклинг из GameSpot, как и Джованни Колантонио из Digital Trends, выразил некоторые сомнения относительно необходимости ремейка, и написал, что тот не достиг такой же «трансформационной [и] грандиозной» отметки, как ремейк Resident Evil 2". Колантонио, который сравнил игру с киноремейком Михаэля Ханеке «Забавные игры» (2007), написал, что ремейк Dead Space не ощущается «существенно другим. На эмоциональном уровне это было похоже на стандартное повторное прохождение». Шон Мартин из PC Gamer выразил разочарование в том, что вместо создания продолжения EA выбрала ремейк, который, по его мнению, больше похож на новую игру со всеми улучшениями, идеями и механиками. Глен Скофилд, один из создателей оригинальной игры, выразил благодарность Motive за её «добросовестный» ремейк.
Эрик ван Аллен из Destructoid считал, что Motive в целом успешно воссоздала напряжение оригинальной игры, одновременно подчеркнув её лучшие стороны и исправив старые недоработки. Молли Паттерсон из Electronic Gaming Monthly (EGM) отметила, что Motive смогла достичь практически идеального баланса между воспроизведением и улучшением оригинальных элементов: «Каждое изменение, с которым я сталкивалась, казалось, было сделано для того, чтобы сделать оригинальную игру лучше, а не упростить или каким-то образом удешевить». Маркус Стюарт из Game Informer написал, что этим ремейком студия вывела игру «за пределы первоначальной роскоши», и должным образом улучшила старые элементы: «Новые оттенки только добавили удовольствия [к прохождению], а не уменьшили его». Джо Доннелли из GamesRadar+ отметил, что игра имеет «новые уровни глубины», написав: «Невероятно, что [ремейк] мастерски напоминает оригинал 2008 года, в то же время предлагая что-то совершенно новое». Огилви из IGN написал, что Motive успешно «вдохнула новую жизнь» в игру и тщательно сбалансировала нововведения и обновления, тогда как Дин Такахаси из Venture Beat назвал ремейк «намного приятнее» оригинальной игры, отметив, что «небольшие улучшения превратились в гигантский скачок вперёд».
Ади Робертсон из The Verge написала, что ремейк выглядит «чистым и красивым», сравнив его с некоторыми высокобюджетными играми, а Том Хоггинс из The Telegraph отметил, что несмотря на то, что ремейк не выглядит столь же значительным, как ремейк Resident Evil 2, тот является «безупречным». Хоггинс написал, что студия сумела сохранить оригинальную атмосферу игры и внести некоторые нововведения, которые добавили «значимости и свободы действий» без каких-либо фундаментальных изменений. Майкл Маквертор из Polygon наоборот сравнил игру с ремейками серии Resident Evil и, как и Мартин из PC Gamer, считал, что ремейк является обнадёживающим фундаментом для потенциальных будущих частей франшизы. Артем Лисайчук из ITC отметил, что разработчики лишили Dead Space недостатков и придали новых качеств, что сделало игру одним из лучших ремейков современности и «возрождает надежду в светлое будущее серии». Рик Лейн из The Guardian написал, что ремейк «сочетает в себе напряженный темп и мощный импульс оригинала, что делает его только лучше», а Крис Скаллион из Video Games Chronicle (VGC) отметил, что Motive в целом смогла сохранить все качества оригинальной игры, соединив их с современными элементами. В то же время Эдвин Эванс-Терлуэлл из Eurogamer заявил, что ключевые аспекты ремейка оставляют желать лучшего, а Эшли Бардан из Kotaku высказала мнение, что разработчикам не удалось передать характерные особенности оригинальной игры.
Колантонио из Digital Trends похвалил расширение нарративных элементов, заявив, что Motive эффективно реализовала этот аспект, усилив оригинальную историю, и добавил, что это позволило студии «поставить свою метку на Dead Space». Огилви из IGN отметил, что нарратив был «умно и тонко усовершенствован», что, по его мнению, позволило гораздо глубже понять психологическое и эмоциональное состояние Айзека. Стюарт из Game Informer и Робертсон из The Verge похвалили расширение предысторий второстепенных персонажей, однако Робертсон заявила, что ближе к окончанию игра становится слабее и кажется «либо поспешной, либо ограниченной оригинальным сценарием». Скаллион из VGC похвалил диалоги, которые он назвал более естественными, чем в оригинальной игре, но Патрик Клепек из Vice заметил, что разработчики могли бы внести более значительные изменения в персонажей и диалоги. Мартин из PC Gamer написал, что расширения нарратива лучше вписывают игру во вселенную Dead Space, с чем не согласился Эванс-Терлуэлл из Eurogamer, заявивший, что интеграция нарративных элементов из другой продукции франшизы негативно повлияла на оригинальную концепцию и уменьшила её общее влияние. Такахаси из Venture Beat высказал негативное мнение относительно «скримеров» (англ. jump scares) и сообщений, написанных «в лужах крови», назвав их «дешёвыми моментами».
Мак Эшворт из Game Revolution похвалил актёров, которые создали «правдоподобные взаимодействия [между персонажами], в которых чувствовалось их отчаяние». Маквертор из Polygon также одобрительно отозвался об актёрском исполнении и отметил, что озвучивание Айзека, вместе с обновленными текстовыми и звуковыми сообщениями, а также более органичное введение тематических элементов трилогии, связанных с религиозным фанатизмом и инопланетными артефактами, придали сюжету большую элегантность и свежесть. По мнению ван Аллена из Destructoid, озвучивание Айзека позволило создать «драматические колебания». Такахаси из Venture Beat написал, что озвучивание протагониста является лучшим обновлением игры и в целом улучшило качество нарратива, а Огилви из IGN и Мартин из PC Gamer отметили, что это сделало Айзека более влиятельной фигурой. Стюарт из Game Informer, как и Огилви и Мартин, считал, что озвучивание сделало Айзека более правдоподобным и наилучшим образом повлияло на сюжет. В то же время Стюарт раскритиковал озвучивание некоторых других персонажей, особенно Гаммонда в исполнении Энтони Алаби, выразив мнение, что их диалоги звучат так, как будто были записаны в конце 2000-х годов. Эванс-Терлуэлл из Eurogamer и Бардан из Kotaku критически отозвались об озвучивании Айзека, тогда как Эванс-Терлуэлл заявил, что такой подход не лучшим образом сказался на восприятии протагониста: «Действия персонажа больше не говорят громче слов, и я думаю, что это симптом ремейка Dead Space в целом».
Маквертор из Polygon заявил, что переработанное управление в условиях невесомости создало более напряженные ситуации в боях с боссами, тогда как ван Аллен из Destructoid отметил, что управление хоть и стало «более плавным и мобильным», но показалось ему несколько неудобным. Вейклинг из GameSpot похвалил боевую механику, которую назвал более податливой, и новую систему расчленения, усилившую впечатления от боев. Стюарт из Game Informer также похвалил эту систему, включая побочные квесты, которые назвал «небольшим, но вкусным гарниром» во время прохождения. С ним согласился Мартин из PC Gamer, который, подобно Робертсон из The Verge, отметил дополнительные режимы стрельбы. Лисайчук из ITC похвалил открытость локаций и режим «Новая игра плюс» соответственно. Скаллион из VGC согласился с Лисайчуком, но раскритиковал повторяемость некоторых действий, что показалось ему попыткой искусственно увеличить продолжительность прохождения. Колантонио из Digital Trends высоко оценил систему случайных событий, назвав её «выдающейся», тогда как Клепек из Vice похвалил обновления карты и транзитной системы. Лиам Крофт из Push Square положительно оценил улучшенное оружие, а также отсутствие экранов загрузки, что, по мнению Эшворта из Game Revolution, поддерживает высокое напряжение в процессе прохождения. Эшворт также отметил опции специальных возможностей, в отличие от Колантонио, который счёл их ограниченными по сравнению с The Last of Us Part I. Кэлси Рейнор из VG247 написала, что это негативно сказалось на ощущении погружения в игровой процесс во второй половине игры. Такахаси из Venture Beat выразил некоторое недовольство системой пропусков, как и Доннелли из GamesRadar+, и указал на недостаточную эффективность начального оружия и несбалансированность уровней сложности, отметив острую нехватку ресурсов на среднем уровне.
Вейклинг из GameSpot похвалил визуальное оформление, назвав его «феноменальным», тогда как Роб Закни из Vice подчеркнул, что благодаря графическим улучшениям посещение каждой новой локации стало для него памятным событием. Бардан из Kotaku также отметила графические улучшения, но заявила, что они не настолько заметны, как в ремейке Demon’s Souls (2020) от Bluepoint Games. Лейн из The Guardian отметил, что разработчиками удалось сохранить эстетические качества и атмосферу оригинала, в то же время избегая использования характерных для современных игр «украшений», что сделало ремейк «удивительно сдержанным».
Ван Аллен из Destructoid отметил, что некоторые моменты сюжета стали более драматичными и напряженными, а персонажи «сияют по-новому» благодаря обновленным 3D-моделям. Стюарт из Game Informer похвалил обновленный дизайн врагов и освещение, которое он назвал связующим элементом улучшенной визуальной составляющей. Паттерсон из EGM тоже одобрительно отозвалась об освещении и дизайне врагов, которые теперь «лучше напоминают мерзких чудовищ, какими они и должны быть». В то же время она выразила некоторое разочарование относительно технической составляющей, считая, что игра не в полной мере использует возможности консолей девятого поколения. Эшворт из Game Revolution также был разочарован этим аспектом, включая реализацию сглаживания, и написал о снижении разрешения, что приводило к некоторому размытию изображения. Крофт из Push Square, который играл ремейк на PlayStation 5, заявил, что визуальное оформление напоминает игру для PlayStation 4 и является наиболее разочаровывающим аспектом ремейка, тогда как по сравнению с ремейком The Last of Us Part I (2022) от Naughty Dog оформление выглядит «особенно посредственно». Он также отметил снижение частоты кадров и отсутствие опции для её фиксации, и выразил разочарование в слабой поддержке контроллера DualSense. Несколько обозревателей заявили, что во время прохождения столкнулись с незначительными техническими проблемами, такими как зависания и визуальные глитчи.
Некоторые критики одобрительно отозвались об обновлённом звуковом дизайне.

### Продажи игры
В Великобритании Dead Space возглавила недельный чарт физических продаж в первые выходные, имея 80 % продаж версий для PlayStation 5, а остальные — для Xbox Series X/S. Однако продажи ремейка оказались ниже, чем The Callisto Protocol, которая была создана некоторыми разработчиками оригинальной Dead Space и выпущена в декабре 2022 года, а также считается её духовным преемником. В Европе в целом ремейк занял шестое место среди игр с наибольшим количеством физических и цифровых продаж в январе. В Соединённых Штатах игра дебютировала второй после Call of Duty: Modern Warfare II (2022) среди игр с наибольшим количеством физических продаж в январе, превзойдя The Callisto Protocol. В Канаде ремейк занял третье место после Modern Warfare II и Fire Emblem Engage (2023) среди игр с наибольшим количеством физических и цифровых продаж в январе. Dead Space была второй и четвёртой по количеству загрузок игрой для Play Station 5 в Северной Америке и Европе в январе соответственно, и опустилась на восьмую и четырнадцатую отметку в феврале.

### Награды и номинации
| Дата                 | Награда                | Категория              | Результат | Источник        |
| -------------------- | ---------------------- | ---------------------- | --------- | --------------- |
| 7 декабря 2023 года  | The Game Awards        | Лучший звуковой дизайн | Номинация | [ 99 ]          |
| 20 ноября 2023 года  | Golden Joystick Awards | Лучшая игра года       | Номинация | [ 100 ]         |
| 20 ноября 2023 года  | Golden Joystick Awards | Игра года для Xbox     | Номинация | [ 100 ]         |
| 23 января 2024 года  | New York Game Awards   | Лучший ремейк          | Номинация | [ 101 ] [ 102 ] |
| 15 февраля 2024 года | D.I.C.E. Awards        | Боевик года            | Номинация | [ 103 ]         |

Dead Space была номинирована на премию Golden Joystick Awards как лучшая игра 2023 года, а позже получила номинацию за лучший звуковой дизайн на The Game Awards. Она также была отмечена номинациями в категориях «Лучший ремейк» на New York Game Awards и «Боевик года» на D.I.C.E. Awards. Dead Space попала в списки лучших игр 2023 года от изданий Time (6-е место), Mashable (7-е место), NME (8-е место)
, PCGamesN (9-е место), Den of Geek (10-е место) и нескольких других.